# 自由党 (英国)
自由黨（英語：The Liberal Party）是英国歷史上的一個曾經長期執政的政党，成立於1859年，曾與保守黨並列为英國兩大政黨，直至1922年其地位被工黨取代，成為第三大黨，但仍具有相當影響力。1988年，与社會民主黨合併（兩黨从1981年起結為政治聯盟）为自由民主黨。

## 歷史
自由黨於1859年由英国自由主义者成立，主張自由貿易及小政府主義，認為政府愈少干預愈好。自由黨成立當年，帕尔姆斯顿子爵成為英國第37任首相，組成英國歷史上首個自由黨政府，迅速取代輝格黨，成為英國國會兩大政黨之一。
之後，自由黨與保守黨輪流執政，自由黨領袖约翰·罗素伯爵、威廉·格萊斯頓、罗斯贝利伯爵、亨利·坎贝尔-班纳文爵士、赫伯特·亨利·阿斯奎斯、大衛·勞合·喬治均曾擔任過英国首相。19世紀後期，自由黨內反對愛爾蘭自治的人士出走，另組自由統一黨，後來自由統一黨於1912年和保守黨合併。
第一次世界大战的發生，導致英國各黨派之間競爭緩解，自由黨、保守黨以及當時剛成立的工黨曾一起組成聯合政府。隨著工業革命發展，代表新興勞工階層的工黨逐漸蠶食了自由黨的票源。
1923年英国國會大選，自由黨所得議席少過工黨，淪為英国國會第三大黨。1924年1月22日，工黨領袖拉姆齊·麥克唐納組成英國歷史上首届工黨政府，開始形成保守黨與工黨輪流執政局面，但自由黨仍是具有相当影響力的第三大黨。
1988年，自由黨和社會民主黨合併，組成自由民主黨。